# Baschet Club Timba Timișoara
Il Baschet Club Timba Timișoara (più comunemente noto come Timba Timișoara) è stata una squadra di pallacanestro della città di Timișoara in Romania. Militava in Divizia A, la massima divisione del campionato di pallacanestro rumeno. Si contende lo scettro di prima squadra cittadina con i rivali del BC Timișoara.

## Storia
Il Timba Timişoara è stato fondato nel 2006 dall'attuale allenatore della squadra Bogdan Murărescu. Ha raggiunto il primo livello cestistico rumeno nel 2012. Nell'estate del 2018 la squadra si è ritirata dal campionato ed è stata sciolta

## Colori e simbolo
I colori della maglia del Timba Timișoara sono il giallo e il nero. Il simbolo, nonché mascotte della squadra, è un orso.